# Eois peruviensis
Eois peruviensis là một loài bướm đêm trong họ Geometridae.